# 日本国紀
『日本国紀』（にほんこくき）は、百田尚樹が2018年に幻冬舎から出した本である。

## 内容
縄文時代から平成時代までの「日本通史の決定版」、「壮大なる叙事詩」と銘打たれている。また広告等では幻冬舎の創立25周年記念出版と銘打たれている。
編集者は有本香で、また大阪観光大学で歴史学講師を務める戦史研究家の久野潤、評論家の江崎道朗、月刊正論編集長を務めた上島嘉郎、自称コラムニスト、元評論家／著述業の谷田川惣の助力を得た。このうち久野は書誌情報上は「監修」と記載されていないが、自分のかかわり方として「監修」であるとし、度々「監修」と称している。また「著者―編集者―監修者の間でかなりの議論を経て生み出された」「各分野の研究史を踏まえた歴史のプロである監修者の指摘を受け入れず、百田史観を貫いた部分」もあるとしている。
また教科書やウィキペディアにあるような通説的記述も多いが、古代史については古田武彦の九州王朝説、中世史については井沢元彦の「怨霊史観」説など通説から離れた記述もある。

## 評価

### 売上
『日本国紀』は発売前から大きな反響を呼び、発売前の時点で5万部の重版がかかり、amazon.co.jpにおいては発売前から2週間連続でベストセラー1位となった。2018年11月に販売されてから2019年3月まで月間ベストセラー（トーハン調べ）の上位10冊に入るなど好調な売れ行きを見せてきた。2019年5月までに65万部が発行されている。出版元である幻冬舎の見城徹は「65万部じゃまだ足りない」と考えている。ノンフィクションライターの石戸諭によると、全国のTSUTAYAとTポイント提携書店のPOSデータを分析するサービスであるDB WATCHから『日本国紀』は刷り部数相応に売れており、百田尚樹のオピニオン系の書籍も数字が動いていることがわかるという。そして、『日本国紀』は関連書を含めると100万部のベストセラーとなっているという。

### 肯定的な評価
著述家の宇山卓栄は、本書の百田の考えは「実にバランスの取れたフェアなもので、日本の歴史教育では意図して教えない歴史の隠蔽に斬り込む姿勢が大ヒットに繋がっている」と評価した。通説と作家の考えが混合しているとの批判に、「百田は自身の考えや推論、仮説を提示する際には文脈上混同しないよう明確に書き分けており、その区別のつかない批判者はよほど読解力がないと言わざる得ない」と述べた。また「中世において、『日本書紀』が編さんされた目的の一つに、日本が朝鮮半島を支配した証拠や根拠となる史実を論証するという狙いがあった」と述べ、「『日本国紀』は現代版『日本書紀』たらんとする気概を持って書かれた」と評している。

### 否定的な評価
内容の矛盾やウィキペディア日本語版やNAVERまとめ、Yahoo!知恵袋からの転用疑惑が指摘されている。ニュースサイト『リテラ』は11月17日と11月20日付のそれぞれで、「記述の矛盾やウィキペディア・新聞記事・歴史研究書からの転載疑いがある、一部を除き参考文献が示されていない」などと論じた。
毎日新聞のまとめによれば、ウィキペディアの紫式部や文禄・慶長の役、荻原重秀などの項目に書かれていた文章が、極めて近い表現で記述されていることが指摘されている。扶桑社が運営する『HARBOR BUSINESS Online』は12月1日付で、「246 - 249ページのジョン万次郎に関する記述はウィキペディアの要約ではないか、把握できた限りで全体の1.8パーセント相当の約9ページ分がインターネット上の記事をコピー・アンド・ペーストし改変したものではないか、などの疑惑がかけられている」と報じた。また『逆説の日本史』などで知られる井沢元彦の説との類似も指摘されている。

#### 歴史学者からの批判
現代史家の秦郁彦は、『日本国紀』は評論家の江藤淳と同様にウォー・ギルト・インフォメーション・プログラムを過大評価していると指摘した上で、「陰謀史観的だ」と評している。
中世史研究者の呉座勇一は、西尾幹二の『国民の歴史』に比べれば穏健であるとした上で、「研究者の中には、暗殺（毒殺）されたと見る者も少なくない」と足利義満暗殺説を記述していることが象徴的であるとして、「古代・中世史に関しては作家の井沢元彦氏の著作に多くを負っている」が、井沢の説であることを明示せずに有力説であるかのように示していると指摘している。また刀伊の入寇の際の対応など、平安時代の貴族が退廃的であったことや、足利義政が政治から離れたという理解は古い伝統的な歴史観であると指摘し、「日本史学界の守旧性を激しく批判し、新しい歴史像の提示を謳っているのだが、彼らの歴史理解は実のところ古い」と述べている。また近現代史においても「ベトナムとカンボジアとラオスを植民地としていたフランス」を相手に「植民地解放のため」日本が戦ったという記述など致命的な錯誤がみられるとして、短い時間とはいえ杜撰な校閲を行ったとして、「監修」を自認する戦史研究家である久野の責任についても追及している。『中央公論』2019年6月号掲載の寄稿では、同書の総合的な特徴として「教科書と大差ない淡白な通史的叙述と面白エピソード・豆知識、そして愛国談義が雑然と並んでいる。百田氏にこれらを統合する知的体力がないからである」と評し、同じ本の中で矛盾した記述をしているのにその点に無頓着なのは「そもそも百田氏が日本通史に全然関心を持っていない」からではないか、その根拠としてフランシスコ・ザビエルとルイス・フロイスを取り違えた記述があるとの指摘に対して百田が「どっちにしても外人や」と発言していることを挙げている。そして日本通史に関心がないのに通史の本を出したのは、数ある「ネットウヨ本」と一線を画すかのような装丁、タイトルで同趣旨の本を出せば売れるだろうとの商業的動機からではないかと推測している。
宝島社は2019年8月21日に『百田尚樹「日本国紀」の真実』を出版し、秦のインタビュー、「全正誤表」と題した一覧表を掲載している。また『日本国紀』の内容だけでなく、百田個人や版元社長である見城徹の批判を行っている。

### 批判に対する著者側の反応
これらの批判に対し、著者の百田、編集者の有本香は度々再批判を行っているが、本格的な反論は行われていない。
ウィキペディアからの盗用疑惑に対しては、百田は「執筆にあたっては大量の資料にあたりました。その中にはもちろんウィキもあります。しかしウィキから引用したものは、全体（500頁）の中の１頁分にも満たないものです。」と自らのTwitterで述べている。
また「監修」を自認する久野潤はネット上や各種メディアで「反論」を行っている。久野に名指しで批判された呉座勇一は、たびたび反論を掲載しており、一種の論争となっている。
一方で、インターネット上などで指摘された本書の誤りが、増刷後の版では告知なく修正されている。毎日新聞は、日本人を評した言葉を発した人物が「ルイス・フロイス」と書かれていた部分が、重版後には「フランシスコ・ザビエル」に修正されていたと指摘している。
また『週刊実話』は、皇位継承に関する箇所が、告知せずに第4刷で訂正されていたと報じている。

## 批判作家の文庫が出版中止騒動
『日本国紀』に見られるWikipediaなどからの「コピペ」についてTwitter上で繰り返し批判していた作家、津原泰水が、幻冬舎から2019年4月に刊行予定だった文庫本を出せなくなる騒動が起きた。
津原は、2019年1月初めに幻冬舎の担当者から「『日本国紀』販売のモチベーションを下げている者の著作に営業部は協力できない」などと伝えられ、その後出版中止が告げられたという。
幻冬舎は、津原に対して『日本国紀』批判を抑えるよう伝えたが、出版中止は幻冬舎側から出たものではなく津原からの申し出だったとコメントした。それに対して津原は、自身のTwitterで幻冬舎の担当者とのメール文面の一部を公開し、幻冬舎のコメント内容を真っ向から否定している。
また、津原による一連の告発を受けて、幻冬舎社長の見城徹が自身のTwitterで「文庫化中止は津原さんからの申し出」とした上で、「僕は出版を躊躇っていたが担当者の熱い想いに負けてOKを出した。担当者の心意気に賭けて文庫化も決断した」と説明したが、この際に本来非公表である津原の著書の実売部数を明らかにしたことで、作家や編集関係者が猛反発し、「完全に一線越えてる」「作家に対する敬意はゼロなのか」「編集者のモラルに悖る」と批判を受けた。見城はこの批判を受けて当該発言を削除し謝罪、さらにAbemaTVの自身の冠番組『徹の部屋』でも改めて謝罪するとともに、発言の責任を取りTwitterとトークアプリの755の更新を終了、同番組も相談の上で終了させることを発表した。

## 関連書籍
- 百田尚樹、有本香『「日本国紀」の副読本 学校が教えない日本史』産経新聞出版 (2018/12/28) ISBN 978-4819113557
- 百田尚樹、有本香『「日本国紀」の天皇論』産経新聞出版 (2019/10/15)  ISBN 978-4819113748
- 八幡和郎『「日本国紀」は世紀の名著かトンデモ本か』ぱるす出版 (2019/3/25) ISBN 978-4827602463
- 家長知史、平井美津子、本庄豊『『日本国紀』をファクトチェック～史実をどう歪めているか』日本機関紙出版センター (2019/8/5)  ISBN 978-4889009750
- 別冊宝島編集部『百田尚樹『日本国紀』の真実』宝島社 (2019/8/21)  ISBN 978-4800297464
- 浮世博史『もう一つ上の日本史 『日本国紀』読書ノート: 古代～近世篇』幻戯書房 (2020/2/25)  ISBN 978-4864881913
- 浮世博史『もう一つ上の日本史 『日本国紀』読書ノート: 近代～現代篇』幻戯書房 (2020/3/27)  ISBN 978-4864881920